# محمودية (نغار بردسير)
محمودية (بالفارسية: محمودیه) هي قرية تقع في إيران في البلدة المركزية. يقدر عدد سكانها بـ 0 نسمة بحسب إحصاء 2016.